# Kashima Antlers 1996
Questa voce raccoglie le informazioni riguardanti il Kashima Antlers nelle competizioni ufficiali della stagione 1996.

## Maglie e sponsor
Le divise, prodotte dalla Mizuno e recanti sulla parte anteriore lo sponsor Tostem, vedono una modifica del motivo della maglia, situato nella parte superiore e con una maggior presenza del verde e del bianco.
|  | Manica sinistra · Manica sinistra · Maglietta · Maglietta · Manica destra · Manica destra · Pantaloncini · Calzettoni |

## Rosa
| N. |                     | Ruolo | Calciatore       |
| -- | ------------------- | ----- | ---------------- |
| -  | Giappone (bandiera) | P     | Masaaki Furukawa |
| -  | Giappone (bandiera) | P     | Yohei Sato       |
| -  | Giappone (bandiera) | P     | Hideaki Ozawa    |
| -  | Giappone (bandiera) | P     | Tomoya Ichikawa  |
| -  | Giappone (bandiera) | P     | Daijirō Takakuwa |
| -  | Brasile (bandiera)  | D     | Carlos Mozer     |
| -  | Giappone (bandiera) | D     | Naruyuki Naitō   |
| -  | Giappone (bandiera) | D     | Ryōsuke Okuno    |
| -  | Giappone (bandiera) | D     | Eiji Gaya        |
| -  | Giappone (bandiera) | D     | Yutaka Akita     |
| -  | Giappone (bandiera) | D     | Naoki Sōma       |
| -  | Giappone (bandiera) | D     | Ichiei Muroi     |
| -  | Giappone (bandiera) | D     | Masafumi Mizuki  |
| -  | Giappone (bandiera) | D     | Masaki Ogawa     |
| -  | Giappone (bandiera) | D     | Tomohiko Ikeuchi |
| -  | Brasile (bandiera)  | C     | Rodrigo Mendez   |
| -  | Giappone (bandiera) | C     | Kōji Kumagai     |
| -  | Giappone (bandiera) | C     | Taijiro Kurita   |

| N. |                     | Ruolo | Calciatore         |
| -- | ------------------- | ----- | ------------------ |
| -  | Giappone (bandiera) | C     | Toshiyuki Abe      |
| -  | Giappone (bandiera) | C     | Toru Oniki         |
| -  | Giappone (bandiera) | C     | Tadatoshi Masuda   |
| -  | Giappone (bandiera) | C     | Satoshi Koga       |
| -  | Brasile (bandiera)  | C     | Leonardo           |
| -  | Giappone (bandiera) | C     | Yasuto Honda       |
| -  | Giappone (bandiera) | C     | Masatada Ishii     |
| -  | Brasile (bandiera)  | C     | Jorginho           |
| -  | Giappone (bandiera) | A     | Yoshiyuki Hasegawa |
| -  | Brasile (bandiera)  | A     | Mazinho            |
| -  | Giappone (bandiera) | A     | Hisashi Kurosaki   |
| -  | Giappone (bandiera) | A     | Yasuo Manaka       |
| -  | Giappone (bandiera) | A     | Ken'ichi Hashimoto |
| -  | Giappone (bandiera) | A     | Takayuki Suzuki    |
| -  | Giappone (bandiera) | A     | Tomoyuki Hirase    |
| -  | Giappone (bandiera) | A     | Atsushi Yanagisawa |
| -  | Brasile (bandiera)  | A     | Rodrigo Carbone    |

## Statistiche

### Statistiche di squadra
| Competizione           | Punti | Totale | Totale | Totale | Totale | Totale | Totale | DR  |
| Competizione           | Punti | G      | V      | N      | P      | Gf     | Gs     | DR  |
| ---------------------- | ----- | ------ | ------ | ------ | ------ | ------ | ------ | --- |
| J. League              | 66    | 30     | 21     | 0      | 9      | 61     | 34     | +27 |
| Coppa Yamazaki Nabisco | -     | 14     | 4      | 8      | 2      | 16     | 12     | +4  |
| Coppa dell'Imperatore  | -     | 3      | 2      | 0      | 1      | 5      | 2      | +3  |
| Totale                 | -     | 47     | 27     | 8      | 12     | 82     | 48     | +34 |

### Statistiche dei giocatori
| Giocatore  | J. League | J. League | Coppa dell'Imperatore | Coppa dell'Imperatore | J. League Cup | J. League Cup | Suntory Cup | Suntory Cup | Totale   | Totale |
| Giocatore  | Presenze  | Reti      | Presenze              | Reti                  | Presenze      | Reti          | Presenze    | Reti        | Presenze | Reti   |
| ---------- | --------- | --------- | --------------------- | --------------------- | ------------- | ------------- | ----------- | ----------- | -------- | ------ |
| Akita      | 16        | -         | 3                     | -                     | 4             | -             | 2           | -           | 25       | -      |
| Carbone    | 2         | -         | -                     | -                     | -             | -             | -           | -           | 2        | -      |
| Furukawa   | 15        | -         | 3                     | -                     | 4             | -             | 2           | -           | 24       | -      |
| Gaya       | 1         | -         | -                     | -                     | 2             | -             | -           | -           | 3        | -      |
| Hasegawa   | 25        | 12        | 3                     | -                     | 11            | -             | 1           | -           | 40       | 12     |
| Honda      | 29        | -         | 3                     | -                     | 13            | -             | 2           | -           | 47       | -      |
| Ishii      | 1         | -         | -                     | -                     | 10            | 1             | -           | -           | 11       | 1      |
| Jorginho   | 26        | 2         | 1                     | 1                     | 13            | 1             | 2           | -           | 42       | 4      |
| Kumagai    | 9         | 1         | -                     | -                     | 4             | -             | -           | -           | 13       | 1      |
| Kurita     | 3         | -         | 1                     | -                     | -             | -             | -           | -           | 4        | -      |
| Kurosaki   | 19        | 6         | 2                     | -                     | 14            | 3             | 1           | -           | 36       | 9      |
| Leonardo   | 12        | 6         | -                     | -                     | 10            | 5             | -           | -           | 22       | 11     |
| Manaka     | 21        | 5         | 3                     | -                     | 4             | -             | 2           | -           | 30       | 5      |
| Masuda     | 29        | 4         | 3                     | 1                     | 13            | 1             | 2           | -           | 47       | 6      |
| Mazinho    | 19        | 11        | 3                     | 3                     | 13            | 2             | 2           | 1           | 37       | 17     |
| Mozer      | 2         | -         | -                     | -                     | -             | -             | -           | -           | 2        | -      |
| Muroi      | 14        | 1         | -                     | -                     | 14            | 1             | -           | -           | 28       | 2      |
| Naito      | 30        | 1         | 3                     | -                     | 9             | -             | 2           | -           | 44       | 1      |
| Ogawa      | 6         | -         | -                     | -                     | 10            | -             | -           | -           | 16       | -      |
| Okuno      | 29        | -         | 3                     | -                     | 3             | -             | 2           | -           | 37       | -      |
| Oniki      | 11        | -         | 2                     | -                     | 3             | 1             | 2           | -           | 18       | 1      |
| Rodrigo    | 14        | 4         | 3                     | -                     | -             | -             | 2           | -           | 19       | 4      |
| Sato       | 15        | -         | -                     | -                     | 10            | -             | -           | -           | 25       | -      |
| Soma       | 30        | 2         | 3                     | -                     | 14            | -             | 2           | -           | 49       | 2      |
| Suzuki     | 1         | -         | -                     | -                     | -             | -             | -           | -           | 1        | -      |
| Yanagisawa | 8         | 5         | 1                     | -                     | 6             | -             | -           | -           | 15       | 5      |